# Щегоща
Щегоща — деревня в Дзержинском сельском поселении Лужского района Ленинградской области.

## История
Впервые упоминается в писцовых книгах Шелонской пятины 1501 года, как деревня Вщагоща у озера Заозерского, в Петровском погосте Новгородского уезда.
Деревня Щегоща упоминается на карте Санкт-Петербургской губернии Ф. Ф. Шуберта 1834 года.

ЩЕГОЩА — деревня принадлежит: полковнику Якимову с женою, число жителей по ревизии: 5 м. п., 4 ж. п.

наследникам военного советника Акинина, число жителей по ревизии: 2 м. п., 3 ж. п.

коллежской асессорше Марье Лаврентьевой, число жителей по ревизии: 9 м. п., 13 ж. п.

недорослю Ренни, число жителей по ревизии: 4 м. п., 4 ж. п.

генерал-аншефу Сукину, число жителей по ревизии: 20 м. п., 21 ж. п. (1838 год)

Деревня Щегоща отмечена на карте профессора С. С. Куторги 1852 года.

ЩЕГОЩИ — деревня господина Якимова, по просёлочной дороге, число дворов — 10, число душ — 41 м. п. (1856 год)

Согласно X-ой ревизии 1857 года деревня состояла из четырёх частей:

1-я часть: число жителей — 26 м. п., 30 ж. п.
  
2-я часть: число жителей — 3 м. п., 4 ж. п.
 
3-я часть: число жителей — 4 м. п., 7 ж. п.
 
4-я часть: число жителей — 12 м. п., 9 ж. п.

ЩЕГОЩА — деревня владельческая при озере Заорешском, число дворов — 17, число жителей: 48 м. п., 55 ж. п. (1862 год)

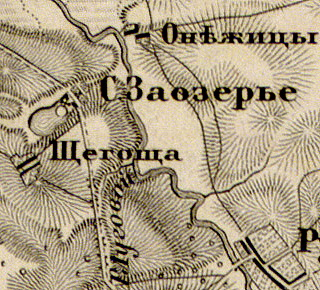
Деревня Щегоща на карте 1863 года

В 1870 году временнообязанные крестьяне деревни выкупили свои земельные наделы у А. А. Мавриной и стали собственниками земли.
В 1873—1875 годах временнообязанные крестьяне выкупили свои земельные наделы у Е. Ф. Муравьёвой.
В 1874—1879 годах временнообязанные крестьяне выкупили свои земельные наделы у С. И. Кельдерман.
Согласно подворной описи Заозерского общества Кологородской волости 1882 года, деревня состояла из четырёх частей:
 
1) бывшее имение Мавриной, домов — 20, душевых наделов — 30, семей — 18, число жителей — 42 м. п., 47 ж. п.; разряд крестьян — собственники.
  
2) бывшее имение Муравьёвой, домов — 3, душевых наделов —3, семей — 2, число жителей — 4 м. п., 4 ж. п.; разряд крестьян — собственники.
 
3) бывшее имение Бельдерман, домов — 3, душевых наделов — 2, семей — 4, число жителей — 6 м. п., 7 ж. п.; разряд крестьян — собственники.

4) бывшее имение Жинбрат, домов — 10, душевых наделов — 12, семей — 7, число жителей — 18 м. п., 23 ж. п.; разряд крестьян — водворённые на земле мелкопоместных владельцев.
В XIX веке деревня административно относилась к Кологородской волости 2-го земского участка 1-го стана Лужского уезда Санкт-Петербургской губернии, начале XX века — 2-го стана.
По данным «Памятной книжки Санкт-Петербургской губернии» за 1905 год деревня Щегоща входила в Заозерское сельское общество.
С 1917 по 1919 год деревня находилась в составе Щегощского сельсовета Кологородской волости Лужского уезда.
С января 1920 года, в составе Заозерского сельсовета.
С февраля 1924 года, в составе Петровского сельсовета.

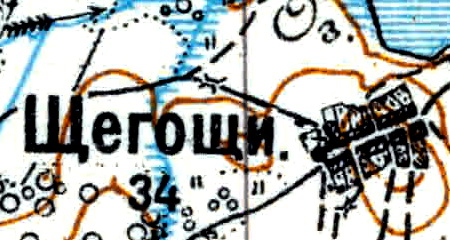
Деревня Щегоща на карте 1926 года

Согласно топографической карте 1926 года деревня называлась Щегощи и насчитывала 34 двора.
С ноября 1928 года, в составе Наволокского сельсовета. В 1928 году население деревни составляло 123 человека.
По данным 1933 года деревня называлась Щегоще и входила в состав Наволокского сельсовета Лужского района.
C 1 августа 1941 года по 31 января 1944 года деревня находилась в оккупации.
В 1958 году население деревни составляло 61 человек.
С октября 1959 года, в составе Торошковского сельсовета.
По данным 1966, 1973 и 1990 годов деревня Щегоща также входила в состав Торошковского сельсовета.
По данным 1997 года в деревне Щегоща Торошковской волости проживали 10 человек, в 2002 году — 19 человек (русские — 95 %).
В 2007 году в деревне Щегоща Дзержинского СП проживали 11 человек.

## География
Деревня расположена в юго-восточной части района на автодороге 41К-142 (Луга — Медведь).
Расстояние до административного центра поселения — 17 км.
Расстояние до ближайшей железнодорожной станции Луга — 18 км.
Деревня находится близ левого берега реки Луга. К северу от деревни находится озеро Заозерское.

## Демография
| 1838 | 1862 | 1928 | 1958 | 1997 | 2007 | 2010 |
| ---- | ---- | ---- | ---- | ---- | ---- | ---- |
| 85   | ↗103 | ↗123 | ↘61  | ↘10  | ↗11  | ↗19  |
| 2017 |      |      |      |      |      |      |
| ↘11  |      |      |      |      |      |      |

## Улицы
Дачная, Полевая, Тупиковая.